# Данцигская республика
Вольный город Данциг (фр. Ville libre de Dantzig, нем. Freie Stadt Danzig, пол. Wolne Miasto Gdańsk), или Республика Данциг — полуавтономное государство (вольный город), основанное Наполеоном 21 июля 1807 года во время Наполеоновских войн, после его взятия 27 мая маршалом Лефевром в том же году.

## История
Церемония провозглашения независимости состоялась 21 июля 1807 года в Главной ратуше. Границы Вольного города были определены Эльблонгской конвенцией от 6 декабря 1807 года. Территория города-государства состояла из города Данциг с его сельскими владениями в устье Вислы, вместе с Хельской косой. Южной половиной Вислинской косы была отделена от Королевства Пруссия.
Отступающие пруссаки забрали из городской казны 2 миллиона франков. В последующие годы Данциг понес расходы, связанные с содержанием французского гарнизона и проведением крупных фортификационных работ. Военный гарнизон в 1808 году насчитывал 8000 солдат, но в связи с ухудшением отношений с Россией численность солдат была увеличена. В 1813 году гарнизон насчитывал 36 тысяч солдат.
Разрушения, вызванные войной, и застой торговли на Балтийском море привели к многочисленным банкротствам торговых домов — к 1809 году их осталось всего 4. Основной причиной проблем стала континентальная блокада, проводить которую требовала Франция от своих союзников. Масштаб проблемы можно увидеть по доле Англии в экспорте зерна из Гданьска, которая в 1800 году составляла 89% - блокада привела к его краху. Дополнительным бременем для экспорта зерна как основного источника дохода города стало повторное введение Прусским королевством таможенных пошлин на перемещение товаров по Висле. Из-за случаев прорыва блокады 21 июля 1810 года была открыта французская таможня в Новом Порту. После многочисленных попыток ее ликвидировать Наполеон согласился весной 1811 года передать доходы таможни в городской бюджет. Почти все доходы города уходили на содержание администрации и постоянно растущего французского гарнизона. 
В январе 1813 года наступавшие российские войска осадили город. В связи с недостатком сил и средств осада крепости ограничивалась лишь наблюдением за хорошо укреплёнными оборонительными сооружениями, а в феврале, когда генерал Витгенштейн с главными силами направился к Одеру, под Данцигом был оставлен общевойсковой корпус под руководством генерала Левиза (около 19 000 человек личного состава), которому до середины марта приходилось почти ежедневно, с переменным успехом, отражать смелые вылазки гарнизона. В конце марта под крепость прибыло подкрепление.
2 января 1814 года французский генерал Рапп, не видя возможности к сопротивлению, так как лишился убитыми и умершими от болезней около 19 000 человек французов, и союзников — до 10 000 человек, сдался в плен со всем своим гарнизоном. По данным историка Михайловского-Данилевского в плен взяли 14 генералов и 15 000 солдат, захвачено 1 300 орудий. Поляков и немцев отпустили по домам, 9 000 французов были отправлены в Россию как военнопленные
Согласно решениям Венского конгресса, Данциг был возвращён Пруссии, после чего стал столицей района и провинции Западная Пруссия; традиционная автономия при этом была сохранена.

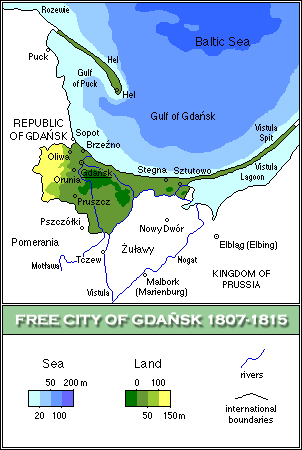
Республика Данциг, 1807-15 года.
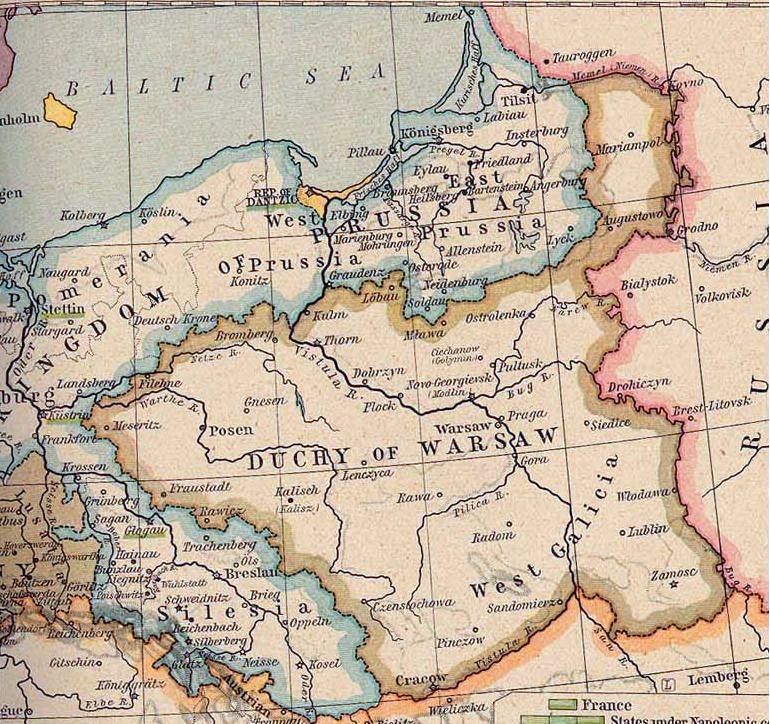
Республика Данциг (желтым) на побережье Балтийского моря. Окружено Королевством Пруссия. На юге — герцогство Варшавское.